# LAP2alpha
LAP2alpha (lamina-associated polypeptide 2alpha) ist ein Protein des Zellkerns, das nur in Säugerzellen nachgewiesen werden konnte.
LAP2alpha ist eine von sechs Splicevarianten des Gens LAP2, von denen vier (LAP2beta, LAP2gamma, LAP2delta und LAP2epsilon) Transmembranproteine sind. Bei Amphibien und Fischen konnte eine weitere entwicklungsspezifisch exprimierte Variante, LAP2omega, nachgewiesen werden, welche ebenfalls membranständig ist.
LAP2alpha unterscheidet sich strukturell und funktionell deutlich von den anderen LAP2 Proteinen und teilt mit ihnen nur den N-Terminus (die ersten drei Exons).
LAP2alpha ist in der Interphase im Inneren des Zellkerns lokalisiert und ist ein Bindungspartner von A-Typ Laminen. Während der Mitose wird LAP2alpha spezifisch phosphoryliert und verliert seine Bindung an die Chromosomen. Bereits sehr früh am Ende der Mitose, in der frühen Telophase, ist LAP2alpha wieder im Bereich der Core Regionen an den Chromosomen lokalisiert.
Eine charakteristische Domäne aller LAP2 Proteine ist die LEM Domäne, welche die Bindung an das DNA bindende Protein BAF (Barrier to Autointegration Factor) vermittelt.